# Sarratillo
Sarratillo (arag. Sarratiello) – miejscowość w Hiszpanii, w Aragonii, w prowincji Huesca, w comarce Sobrarbe, w gminie Aínsa-Sobrarbe.
Według danych INE z 2005 roku miejscowość zamieszkiwało 5 osób. Wysokość bezwzględna miejscowości jest równa 970 metrów.